# Опел Вектра
„Опел Вектра“ (Opel Vectra) е модел големи семейни автомобили (сегмент D) на германския производител „Опел“, произвеждан през 1988 – 2008 година.
Във Великобритания е продаван с марката „Воксхол Кавалиър“ (второто и третото поколение – „Воксхол Вектра“), в Австралия – „Холдън Вектра“, а в Латинска Америка – „Шевролет Вектра“.

## Опел Вектра A (1988 – 1995)
Първата „Вектра“, известна под името „Вектра A“, е представена през 1988 година като седан и хечбек и заменя Опел Аскона C. Малко по-късно излиза и базираното на „Вектра“ купе „Опел Калибра“, което се радва на добри продажби. Дизайнът и на двата автомобила е дело на тогавашния главен дизайнер Уейн Чери.
Двигателите варират от 75 к.с (55 kW) 1,4 l до 130 к.с (96 kW) 2 l. С поставянето на изискването „Euro I“ за вредни емисии е представен и нов двигател 1,6 l, 75 к.с (55 kW). Топ двигателят, предлаган за „Опел Вектра A“, e 16-клапанната версия на двулитровия двигател, който захранва „GT“ версията и разполага със 150 к.с. (110 kW). 4 х 4 версията е добавена през 1990 година. През 1993 година са произведени ограничени бройки автомобили с турбокомпресор и мощност от 204 к.с. (150 kW). Дизеловият двигател идва от „Исузу“ – 1,7 l в два варианта – с атмосферно пълнене и с турбокомпресор (82 к.с.). Моделът е обновен визуално през 1993 година.
В Нова Зеландия „Вектра A“ се продава като „Опел“, но автомобилът сменя емблемата с тази на „Холдън“ през 1994 г. Колата не се продава в Австралия, където „Холдън“ разчита на „Тойота Камри“, приела името „Холдън Аполо“ през 1997 г.
В Бразилия „Шевролет“ не представя „Вектра A“ до 1993 година, когато тя заменя „Шевролет Монца“, фейслифт на последната „Аскона“.

## Опел Вектра B (1995 – 2002)
Следващия модел, „Вектра B“, е представен през 1995 година и гамата на модела включва за пръв път комби версия. „Вектра B“ заменя „Воксхол Кавалиър“ във Великобритания и „Холдън Аполо“ в Австралия. През 1998 година „Холдън“ започва да изнася модела с волан от дясната страна до други близки страни, в които се използват такива автомобили. Износът е спрян през 2001 година.
Двигателите започват от 75 к.с. (55 kW) 1,6 l, но впоследствие всички 8-клапанни мотори са заменени с 16-клапанни. Най-мощният двигател е 2,5 l със 170 к.с (125 kW) V6. Отново дизелите идват от „Исузу“, сега с директно впръскване и 16 клапана.
През 1999 година „Вектра B“ получава фейслифт, заедно с подобрения в поведението на пътя и по-добро оборудване.
Ограничените спортни версии вдъхновяват модификациите „i500“, „Super Touring“ и „GSi“. Първата е създадена в Германия от „Опел Мотоспорт“ и се задвижва от двигател V6 195 к.с. (143 kW). Другите два варианта са конструирани от „Мотор Спорт Дивелъпмънтс“, екипът, който вкарва „Вектра“ в BTCC. Произведени са 3900 броя от „GSi“ модификацията биват произведени, от които само 317 под марката „Воксхол“, с което този автомобил се превръща в най-редкия модел на марката.

## Опел Вектра C (2002 – 2008)
Представен през лятото на 2002 година, моделът „Вектра C“ се произвежда в Германия и Великобритания и е базиран на платформата GM Epsilon. Той също се сглобява в Египет заедно с предните 2 версии. Основно се произвежда като седан, но също се предлага и хечбек, известен като „Вектра GTS“, който се стреми да върне славата на „Опел“ сред спортните автомобили от 70-те години, спечелена с „Опел Комодор GTE“.
Гамата двигатели е променена, за да пасне на спортните „GTS“ модели. Докато 122 к.с. (90 kW) 1,8 l „Екотек“ е базовият модел, „Опел“ предлага и 2,0 l двигател с турбокомпресор и мощност 175 к.с. (129 kW), както и новия модел 3,2 l V6 с 211 к.с. (155 kW). Дизелите, вече изключително важни за европейския пазар, са взети от „Исузу“ – 3,0 l V6, а четирицилиндровия, предлаган след 2004 година, е от „Фиат“ – 1,9 l със 120 к.с. (90 kW).
„Вектра“ получава фейслифт в края на 2005 година и V6 двигателят е заменен със създаден от „Холдън“ 2,8 l V6 Turbo, подобен на използвания в „Сааб 9-3“. „Холдън“ представя също и „OPC“ („VXR“ във Великобритания) версия на „Вектра“, при която мощността на „Холдън V6 Turbo“ е увеличена до 255 к.с. (188 kW) и максималната скорост и 250 km/h.
На основата на „Вектра C“ са създадени моделите „Сааб 9 – 3“ в Швеция и „Шевролет Малибу“, „Понтиак G6“ и „Сатурн Аура“ в Северна Америка.
Докато „Вектра C“ се продава в Мексико като „Шевролет“, тя не се продава в Бразилия, където нова, създадена там „Вектра“ седан, основана на „Опел Астра“, е представена през октомври 2005 година. Тя заменя „Вектра B“, която все още се предлага дотогава. Новият автомобил се предлага и в Мексико под името „Астра Макс“.